# Christian Petzold (director de cine)
Christian Petzold (Hilden, Renania del Norte-Westfalia, 14 de septiembre de 1960) es un guionista y director de cine alemán.

## Biografía
Petzold nació en Hilden Haan, Renania del Norte-Westfalia, en 1960. Tras realizar el bachillerato, en 1979 llevó a cabo el servicio social obligatorio, en un pequeño club de cine de la Asociación Cristiana de Jóvenes (YMCA) en el que se proyectaban películas para adolescentes con problemas. En 1981 se trasladó a Berlín, donde estudió teatro y filología alemana en la Universidad Libre de Berlín. Desde 1988 hasta 1994 completó su formación en la Deutsche Film-und Fernsehakademie (DFFB), la escuela de cine de Berlín.
Su primera película fue Pilotinnen, que dirigió por su graduación en 1995. En 2005 presentó Gespensterm en el Festival Internacional de Cine de Berlín y en 2007, Yella. Christian Petzold escribe sus propios guiones, a menudo colaborando con Harun Farocki que fue su maestro en la DFFB y ha tenido una gran influencia sobre él, así como con Angela Schanelec y Thomas Arslan. Por este motivo, Christian Petzold forma parte de la llamada Escuela de Berlín. Sin embargo, mientras este grupo es asociado a menudo con un regreso al realismo y el cine político, su primer largometraje, Die innere Sicherheit, trata sobre los conflictos entre la vida y la muerte a través de las situaciones laborales. En Gespenster, el protagonista lleva una vida similar a la de un fantasma. En Yella, el protagonista está probablemente muerto al comienzo de la película. Estas tres películas fueron agrupadas en la trilogía Gespenster. Es decir, tres películas que delatan su afición por la muerte o seres inmateriales.
Jerichow, acabada en 2008, fue su cuarta colaboración con Nina Hoss, tras Toter Mann, Wolfsburg y Yella. Esta última cuenta la historia de un soldado que volvió de la guerra de Afganistán a una pequeña ciudad alemana, Prignitz. Allí mantiene una relación tormentosa con una mujer casada. La película fue nominada a la 65º. edición del Festival Internacional de Cine de Venecia de 2008 y en 2009 Petzold fue nominado a mejor director en los premios Deutscher Film Awards.
En 2012 recibió en la Berlinale el Oso de plata a la mejor dirección por su película Barbara, que también fue seleccionada como candidata inicial de Alemania para los premios Oscar en la categoría de mejor película de habla no inglesa. Sin embargo, la película no recibió esta nominación.
En 2018 estrenó En tránsito, una película de seres entre la vida y la muerte que deambulan por una Marsella de la etapa nazi.

## Filmografía
Cortometrajes
- 1988: Ich Arbeite Alles Ab... Ehrenwort! (experimental)
- 1989: Weiber
- 1989-1990: Süden (documental)
- 1990: Ostwärts (documental)
- 1992: Das Warme Geld

Películas para televisión
- 1994-1995: Pilotinnen (con Eleonore Weisgerber, Nadeshda Brennicke, Udo Schenk, Annedore von Donop, Barbara Frey)
- 1996: Cuba Libre (con Richy Müller, Marquard Bohm, Eleonore Weisgerber)
- 1998: Die Beischlafdiebin (con Constanze Engelbrecht, Richy Müller, Wolfram Berger)
- 2002: Something to Remind Me; en alemán, Toter Mann (guion de Jean-Baptiste Filleau, con Nina Hoss, André Hennicke, Sven Pippig, Kathrin Angerer)
- 2011: Dreileben (trilogía, en colaboración con Dominik Graf y Christoph Hochhäusler)
- 2015: Kreise (parte de la serie Polizeiruf 110, Temporada 3, Episodio 44)
- 2016: Wölfe (parte de la serie Polizeiruf 110, Temporada 4, Episodio 45)

Películas para cine
- 2000: The State I Am In; en alemán, Die innere Sicherheit (guion junto a Harun Farocki, con Julia Hummer, Richy Müller, Barbara Auer, Katharina Schüttler)
- 2003: Wolfsburg (con Benno Fürmann, Nina Hoss, Astrid Meyerfeldt)
- 2005: Gespenster (guion junto a Harun Farocki, con Julia Hummer, Sabine Timoteo, Benno Fürmann)
- 2007: Yella (guion junto a Simone Baer, con Nina Hoss)
- 2008: Jerichow (con Nina Hoss, Hilmi Sözer y Benno Fürmann)
- 2012: Barbara (con Nina Hoss y Ronald Zehrfeld)
- 2014: Phoenix (con Nina Hoss y Ronald Zehrfeld)
- 2018: En tránsito (con Franz Rogowski y Paula Beer)
- 2020: Ondina. Un amor para siempre (Undine)
- 2023: El cielo rojo (con Thomas Schubert, Paula Beer, Langston Uibel, Enno Trebs y Matthias Brandt)

## Premios y distinciones
Festival Internacional de Cine de San Sebastián
| Año  | Categoría       | Película | Resultado |
| ---- | --------------- | -------- | --------- |
| 2014 | Premio FIPRESCI | Phoenix  | Ganador   |

Premios 
- 1996: Festival Max Ophüls, pulse largometraje por Cuba Libre
- 2001: Verband der deutschen Filmkritik (Asociación alemana de críticos de cine) premio a la mejor película de acción por Die innere Sicherheit
- 2001: Deutscher Filmpreis (premios del cine alemán) por Die innere Sicherheit
- 2002: Festival de cine de Baden Baden (Fernsehfilmpreis der Deutschen Akademie der Darstellenden Künste) por Toter Mann
- 2002: Academia de las Artes, Berlín, Premio de televisión por Toter Mann
- 2003: Premio Adolf Grimme por Toter Mann
- 2003: premio FIPRESCI por Wolfsburg
- 2005: Premio Adolf Grimme por Wolfsburg
- 2005: Premio Findling por Gespenster
- 2006: Verband der deutschen Filmkritik, premio mejor film de acción por Gespenster
- 2008: Verband der deutschen Filmkritik, premio mejor film de acción por Yella
- 2009: Verband der deutschen Filmkritik, premio mejor film de acción por Jerichow
- 2009: Premio del Festival internacional de cine de Hof
- 2012: Oso de Plata a la mejor dirección a la Berlinale por Barbara
- 2013: Premio Helmut Käutner de la ciudad de Dusseldorf

Nominaciones 
- 2005: Oso de Oro por Gespenster
- 2007: Oso de Oro por Yella
- 2008: León de Oro por Jerichow
- 2012: Oso de Oro por Barbara

Distinciones
- 2020: Nombrado Officier de la Orden de las Artes y las Letras (Francia)[6]